# Scherma ai Giochi della V Olimpiade
Le competizioni di scherma ai  Giochi della V Olimpiade si sono svolte all'Östermalms idrottsplats (comunemente abbreviato in Östermalms IP) a Stoccolma tra il 6 e il 18 luglio 1912. Si sono disputati cinque eventi, tutti maschili.

## Eventi
| Arma     | Uomini      | Uomini    | Donne       | Donne     | Totale |
| Arma     | Individuale | A squadre | Individuale | A squadre | Totale |
| -------- | ----------- | --------- | ----------- | --------- | ------ |
| Spada    | ■           | ■         | N/D         | N/D       | 2      |
| Fioretto | ■           | N/D       | N/D         | N/D       | 1      |
| Sciabola | ■           | ■         | N/D         | N/D       | 2      |
| Totale   | 3           | 2         | 0           | 0         | 5      |

## Podi

### Uomini
| Evento                          | Oro | Argento | Bronzo |
| Spada                           | | | |
| Spada individuale (dettagli)    | Paul Anspach | Ivan Joseph Martin Osiier                                                                                                | Philippe Le Hardy de Beaulieu                                                                                          |
| Spada a squadre (dettagli)      | Belgio Gaston Salmon Henri Anspach Jacques Ochs Paul Anspach Robert Hennet Victor Willems                          | Regno Unito Arthur Everitt Edgar Seligman Martin Holt Percival Davson Robert Montgomerie Sydney Martineau                | Paesi Bassi Arie de Jong George van Rossem Jetze Doorman Leo Nardus Willem Hubert van Blijenburgh                      |
| Fioretto                        | | | |
| Fioretto individuale (dettagli) | Nedo Nadi | Pietro Speciale | Richard Verderber |
| Sciabola                        | | | |
| Sciabola individuale (dettagli) | Jenő Fuchs | Béla Békessy | Ervin Mészáros |
| Sciabola a squadre (dettagli)   | Ungheria Jenő Fuchs Zoltán Schenker László Berti Ervin Mészáros Péter Tóth Lajos Werkner Oszkár Gerde Dezső Földes | Austria Richard Verderber Otto Herschmann Rudolf Cvetko Andreas Suttner Friedrich Golling Albert Bogen Reinhold Trampler | Paesi Bassi Jetze Doorman Dirk Scalongne Arie de Jong Willem Hubert van Blijenburgh Hendrik de Iongh George van Rossem |

### Donne
Non disputate.

## Medagliere
| Posizione | Paese       |   |   |   | Totale |
| --------- | ----------- | - | - | - | ------ |
| 1         | Ungheria    | 2 | 1 | 1 | 4      |
| 2         | Belgio      | 2 | 0 | 1 | 3      |
| 3         | Italia      | 1 | 1 | 0 | 2      |
| 4         | Austria     | 0 | 1 | 1 | 2      |
| 5         | Danimarca   | 0 | 1 | 0 | 1      |
| 5         | Regno Unito | 0 | 1 | 0 | 1      |
| 7         | Paesi Bassi | 0 | 0 | 2 | 2      |
| Totale    | Totale      | 5 | 5 | 5 | 15     |